# Azteksparv
Azteksparv (Oriturus superciliosus) är en fågel i familjen amerikanska sparvar inom ordningen tättingar. Den är endemisk för bergstrakter i Mexiko. Beståndet anses vara livskraftigt.

## Utseende och läte
Azteksparven är en stor (16,5–18 cm) och kraftig sparv med flack hjässa och helsvart spetsig näbb. Adulta fåglar har svart ansikte, gräddvitt ögonbrynsstreck, svartstreckad hjässa med kastanjebruna hjässidor och grå mitt. Undersidan är ljusgrå, på strupen vitare och på flankerna med beigefärgad anstrykning. Ungfågeln liknar den adulta men har gulaktig näbb, mycket mindre pregnant huvudteckning, mindre prydlig tecknad ovansida och fläckade flanker. Sången varierar, men innehåller typiskt en serien med en till tre nasala tutande toner följt av en snabb skallrande drill, "tiuk tiuk drrrrrrrrrrrrrrrr".

## Utbredning och systematik
Azteksparv placeras som enda art i släktet Oriturus. Den är endemisk för Mexiko och delas in i två underarter med följande utbredning:
- Oriturus superciliosus palliatus – förekommer i västra Mexiko, i Sierra Madre Occidental, från Sonora till Nayarit
- Oriturus superciliosus superciliosus – förekommer i fuktig ek-tallskog på den södra Mexikanska centralplatån

### Familjetillhörighet
Tidigare fördes de amerikanska sparvarna till familjen fältsparvar (Emberizidae) som omfattar liknande arter i Eurasien och Afrika. Flera genetiska studier visar dock att de utgör en distinkt grupp som sannolikt står närmare skogssångare (Parulidae), trupialer (Icteridae) och flera artfattiga familjer endemiska för Karibien.

## Levnadssätt
Azteksparven hittas i subtropiska eller tropiska fuktiga bergsområden eller i tempererade gräsmarker, med inslag av höga grästuvor och spridda buskar, typiskt omgivna av skog. Den födosöker i smågrupper, ofta med en eller flera individer som håller vakt från toppen av en buske eller ett litet träd.

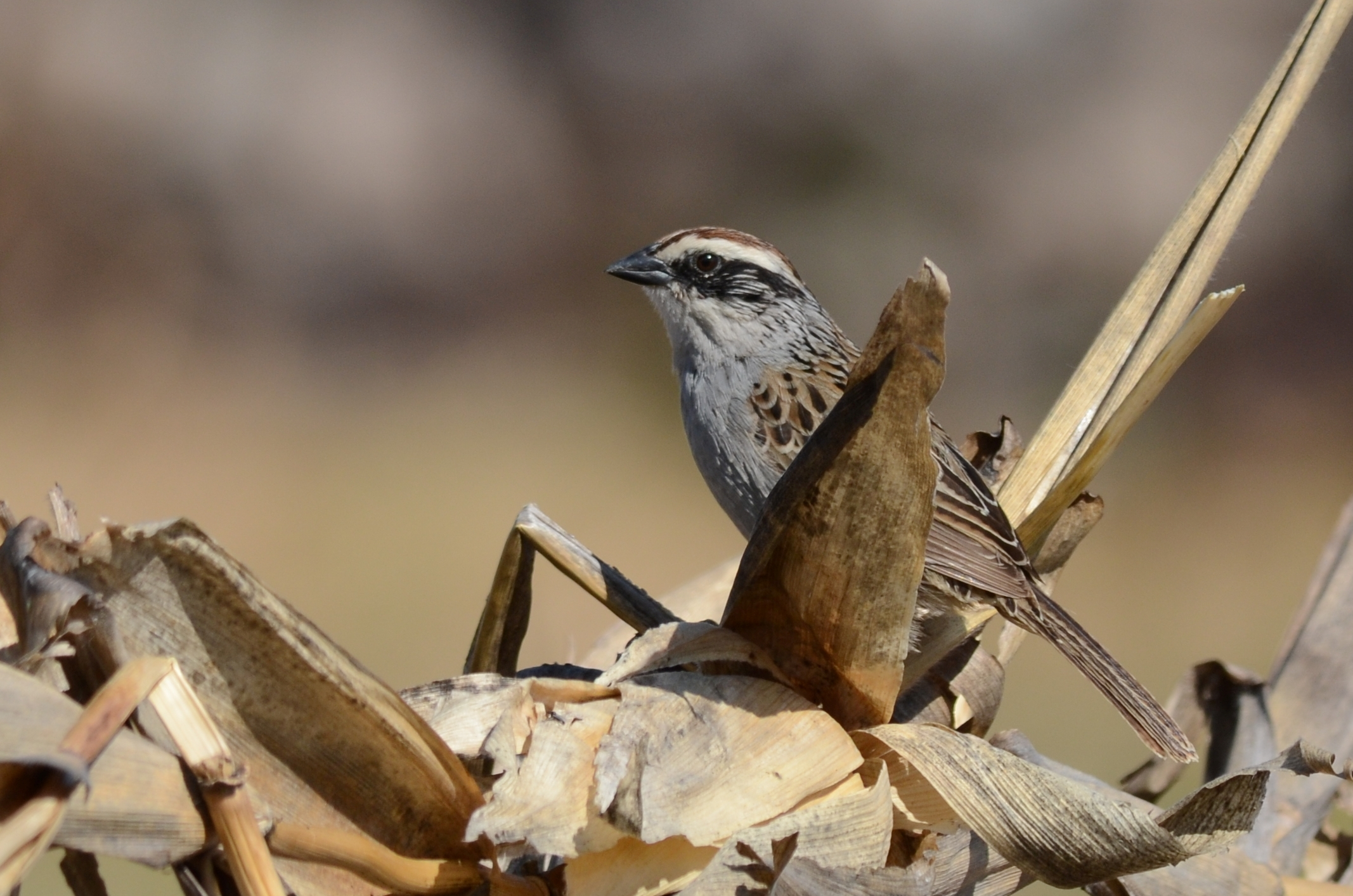

### Häckning
Azteksparven häckar från maj till september. Det skålformade boet av tallbarr, kvistar och gräs placeras lågt ner, ofta i en tät buske eller i en grästuva. Däri lägger den normalt tre till fyra ägg. Honan ruvar äggen ensam i 13–14 dagar.

## Status
Arten har ett stort utbredningsområde och beståndet anses stabilt. Internationella naturvårdsunionen IUCN listar den därför som livskraftig (LC).